# Château Marnix de Sainte-Aldegonde
Ne doit pas être confondu avec Château de Marnix.
Le château de Bornem ou château Marnix de Sainte-Aldegonde est situé à Bornem, dans la province d'Anvers en Belgique.

## Histoire
Ce château digne des châteaux de la Loire est habité par le 14e comte de Bornem, le comte John de Marnix de Sainte-Aldegonde.
Le château fut érigé en baronnie le 25 octobre 1592. Jean-François Coloma, quatrième baron de Bornem, fut créé comte de Bornem par lettres patentes du 2 mai 1658. Le château fut restauré à la fin du XIXe siècle selon des plans d'Henri Beyaert, à l'emplacement d'un château plus ancien dont il garda des éléments comme les tours.
Les premiers seigneurs furent les comtes de Gand en 1007, et on peut dire que le château de Bornem fut un haut lieu de l'histoire de Flandre,puisque le château était construit le long de l'Escaut et par sa situation stratégique, il avait pour but de défendre la région contre les envahisseurs.
À présent, c'est le Vieil Escaut qui borde le château, bras mort de l'Escaut qui changea de lit au XIIIe siècle.
Le château est privé, mais est ouvert aux visites. On peut entre autres y visiter une collection de voitures à chevaux que le comte John de Marnix a réunies.
Le château renferme une collection de mobilier du XVIIIe siècle, des gravures de Brueghel l'Ancien et une exposition permanente consacrée à Philippe de Marnix de Sainte-Aldegonde (1540-1598), bras droit de Guillaume d'Orange, auteur de l'hymne national hollandais et de nombreux pamphlets.

## Liste des seigneurs de Bornem depuis la fin duXVIesiècle
1. Pedro Coloma (1592-1621) premier baron de Bornem
2. Alexandre Coloma (1621-1625) deuxième baron de Bornem
3. Pedro II Coloma (1625-1656) troisième baron de Bornem
4. Jean-François Coloma (1656-1700) quatrième baron et premier comte de Bornem (1658)
5. François Coloma (1700-1704) deuxième comte de Bornem
6. Charles-Coloma (1704-1724) troisième comte de Bornem
7. Marie-Florence Coloma (1724-1757) quatrième comtesse de Bornem
8. François-Joseph de Corswarem (1757-1763) cinquième comte de Bornem
9. Bernard de Marbaix (1763-1773) (neveu) sixième comte de Bornem
10. Claude de Marnix (1773-1780) septième comte de Bornem
11. Charles de Marnix (1780-1832) huitième comte de Bornem
12. Louis de Marnix (1832-1861)  neuvième comte de Bornem
13. Victor de Marnix (1861-1891) dixième comte de Bornem
14. Ferdinand de Marnix (1891-1913) onzième comte de Bornem
15. John de Marnix (1913-1963) douzième comte de bornem
16. Adrien de Marnix (1963-1968) treizième comte de Bornem
17. John II de Marnix (1968- ) quatorzième comte de Bornem